# 1102 (szám)
Az 1102 (római számmal: MCII) az 1101 és 1103 között található természetes szám.

## A szám a matematikában
A tízes számrendszerbeli 1102-es a kettes számrendszerben 10001001110, a nyolcas számrendszerben 2116, a tizenhatos számrendszerben 44E alakban írható fel.
Az 1102 páros szám, összetett szám, szfenikus szám. Kanonikus alakja 21 · 191 · 291, normálalakban az 1,102 · 103 szorzattal írható fel. Nyolc osztója van a természetes számok halmazán, ezek növekvő sorrendben: 1, 2, 19, 29, 38, 58, 551 és 1102.
Az 1102 egyetlen szám valódiosztó-összegeként sem áll elő, ezért érinthetetlen szám.

## Csillagászat
- 1102 Pepita kisbolygó